# Giải bóng đá vô địch quốc gia Guam 1995
Thống kê của Giải bóng đá vô địch quốc gia Guam mùa giải 1995.

## Tổng quan
G-Force giành chức vô địch.